# Međumorje
Međumorje (polj. Międzymorze) je bio projekt kojeg je nakon Prvog svjetskog rata promicao Józef Piłsudski, kao federaciju srednjoeuropskih i istočnoeuropskih zemalja koje bi predvodila Poljska, i koja bi štitila narode na istoku Europe od ruskog imperijalizma, ponovnog jačanja njemačkog imperijalizma u razdoblju nakon I. svjetskog rata, te mogućnosti uspostavljanja komunističke vladavine. U ovu zajednicu se bilo pozvalo baltičke države (Litvu, Latviju i Estonsku), Finsku, Bjelorusiju, Ukrajinu, Slovačku, Mađarsku, Rumunjsku, Kraljevinu SHS i češke zemlje.
Predložena federacija je trebala oponašati Poljsku-Litvu, koja je sezala od Baltičkog do Crnog mora u razdoblju od kraja 16. do kraja 18. stoljeća, inače nastalu ujedinjenjem Kraljevine Poljske i Velike Vojvodine Litve
Neki Litvanci su smatrali ovaj projekt prijetnjom njihovoj netom uspostavljenoj neovisnosti, a neki Ukrajinci kao prijetnju njihovim težnjama za osamostaljenjem, a suprotstavljala se Rusija i većina zapadnih država osim Francuske.
Međumorje je dopunjavalo ine ambiciozne geopolitičke vizije maršala Piłsudskog – prometejizam, čiji je cilj bio komadanje Ruskog Carstva i oduzimanje odnosno poništavanje svih teritorijalnih osvajanja tog carstva.
Unutar dva desetljeća od propasti velikog Piłsudskovog projekta, sve države koje je smatrao kandidatima za članstvom u Međumorskoj federaciji su bile okupirane od strane SSSR-a i/ili Trećeg Reicha; potom su pod kraju II. svjetskog rata one zemlje koje nisu bile priključene Sovjetskom Savezu bile stavljene pod geopolitičku dominaciju SSSR-a, kao zemlje pod komunističkom vladavinom u okrilju Varšavskog ugovora: dogodile su se baš sve geopolitičke opasnosti koje je predluženi projekt Međumorja trebao spriječiti.

## Nastojanja obnove ideje, početkom 21. stoljeća
Neki autori prepoznaju u Inicijativi tri mora pokrenutoj 2016. godine važne gepolitičke ideje koje su u biti istovjetne onome iz projekta Međumorja, da je Inicijativa tri mora »nova verzija stare ideje Međumorja«.
U kontekstu Invazije Rusije na Ukrajinu 2022. godine, Inicijativa tri mora dobiva na značaju, a zemlje koje su u njoj okupljene imaju jače motive za uzajamnu suradnju.

## Vanjske poveznice
- European Review of History  'Intermarium' and 'Wedding to the Sea': Politics of History and Mental Mapping in East Central Europe. Retrieved September 9, 2007